# Glazbena škola Vatroslava Lisinskog u Zagrebu
Glazbena škola Vatroslava Lisinskog u Zagrebu jedna je od pet glazbenih škola u hrvatskom glavnom gradu, koja svojim učenicima nudi predškolske, osnovnoškolske i srednjoškolske programe stručnoga glazbenog obrazovanja.

## Povijest
Glazbena škola Vatroslava Lisinskog u Zagrebu započela je djelovati 16. veljače 1829. kao Škola zagrebačkog muzičkog društva (Tonschule der Agramer Musikvereines). Nakon uzastopnih selidbi Gornjim gradom, škola se 1876. g. smjestila u Gundulićevoj ulici. Sve do 1920. to je bila škola Hrvatskoga glazbenog zavoda, a taj se naziv nekoliko puta mijenjao i u njenoj ranijoj povijesti: od 1852. Učiona glasbe društva prijateljah glasbe, od 1895. Glasbena škola narodnog hrvatskog zemaljskog glasbenog zavoda, od 1916. Konzervatorij Hrvatskog zemaljskog glasbenog zavoda ili kraće Hrvatski konzervatorij. Od 1830. školom su upravljali nadzornici (tu je dužnost od 1851. do 1854. obnašao i Vatroslav Lisinski), a kasnije direktori: 1870. – 1908. Ivan Zajc, 1910. – 1920. Vjekoslav Rosenberg-Ružić i 1920. – 1922. Franjo Dugan. 1. studenoga 1920. škola je potpala pod državnu upravu kao Hrvatska zemaljska glazbena škola (1921. kao Kraljevski konzervatorij), a 1922. proglašena je Kraljevskom muzičkom akademijom (danas je to Muzička akademija u Zagrebu). U sklopu te Akademije djelovale su niža, srednja i visoka glazbena škola. Niža i srednja glazbena škola izdvojene su 1951. iz okrilja tadašnjega Državnog konzervatorija ↓1 te se osamostaljuju kao Državna muzička škola. Od 1962. škola djeluje pod današnjim imenom.

## Školski programi i umjetnička usmjerenja
Glazbenu školu Vatroslava Lisinskog u Zagrebu danas pohađa gotovo 700 učenika u predškolskim, osnovnoškolskim i srednjoškolskim programima obrazovanja raspoređenih u šest odjela: 
- Odjel za gitaru
- Odjel za glasovir i orgulje
- Odjel za gudače i harfu
- Odjel za pjevanje
- Odjel za puhače i udaraljke
- Odjel za glazbenu teoriju

## Bilješka
↑1 Još jedan od ranijih naziva današnje Muzičke akademije u Zagrebu.

## Vanjske poveznice
- Glazbena škola Vatroslava Lisinskog
- Hrvatski glazbeni zavod
- Muzička akademija Sveučilišta u Zagrebu